# جرالد هندرسون جونیور
جرالد هندرسون جونیور (انگلیسی: Gerald Henderson Jr.؛ زادهٔ ۹ دسامبر ۱۹۸۷) یک بازیکن بسکتبال اهل ایالات متحده آمریکا است.
از باشگاه‌هایی که در آن بازی کرده‌است می‌توان به شارلوت بابکتس، پورتلند تریل بلیزرز و فیلادلفیا سونتی‌سیکسرز اشاره کرد.